# Gerderest
Gerderest (en béarnais Jarderés ou Yarderés) est une commune française, située dans le département des Pyrénées-Atlantiques en région Nouvelle-Aquitaine.

## Géographie

### Localisation
La commune de Gerderest se trouve dans le département des Pyrénées-Atlantiques, en région Nouvelle-Aquitaine.
Elle se situe à 25 km par la route de Pau, préfecture du département, et à 22 km de Serres-Castet, bureau centralisateur du canton des Terres des Luys et Coteaux du Vic-Bilh dont dépend la commune depuis 2015 pour les élections départementales.
La commune fait en outre partie du bassin de vie de Lembeye.
Les communes les plus proches sont : 
Monassut-Audiracq (1,9 km), Abère (2,3 km), Maspie-Lalonquère-Juillacq (2,7 km), Saint-Laurent-Bretagne (3,5 km), Anoye (3,6 km), Lussagnet-Lusson (3,6 km), Simacourbe (3,7 km), Riupeyrous (4,5 km).
Sur le plan historique et culturel, Gerderest fait partie de la province du Béarn, qui fut également un État et qui présente une unité historique et culturelle à laquelle s’oppose une diversité frappante de paysages au relief tourmenté. Au sein du Béarn, la commune se situe dans le Vic-Bilh, pays qui apparaît au Xe siècle.

### Communes limitrophes
Les communes limitrophes sont  Abère, Anoye, Maspie-Lalonquère-Juillacq, Monassut-Audiracq et Simacourbe.
|                   | Simacourbe |                            |
| Monassut-Audiracq | Gerderest  | Maspie-Lalonquère-Juillacq |
|                   | Abère      | Anoye                      |

### Écologie et recyclage
En ce qui concerne l'occupation des sols, la commune comporte 72,8 % de terres agricoles et 28,7 % de forêts ou milieux semi-naturels.
Gerderest se trouve sur le territoire de l'agence de l'eau Adour-Garonne et se situe dans le bassin versant de l'Adour du confluent du Larcis au confluent de la Midouze.
La commune est concernée par le schéma d'aménagement et de gestion des eaux (SAGE) de l'Adour amont.
Pour ce qui est des risques, Gerderest n'est concernée par aucun risque technologique mais par les risques naturels d'inondations (crue lente), de tempêtes et sismiques (sévérité 3 modérée). La commune comporte par ailleurs 50 installations classées dont 17 soumises à autorisation.
Gerderest ne dispose ni de déchetterie ni d'installation de traitement des ordures ménagères.

### Hydrographie

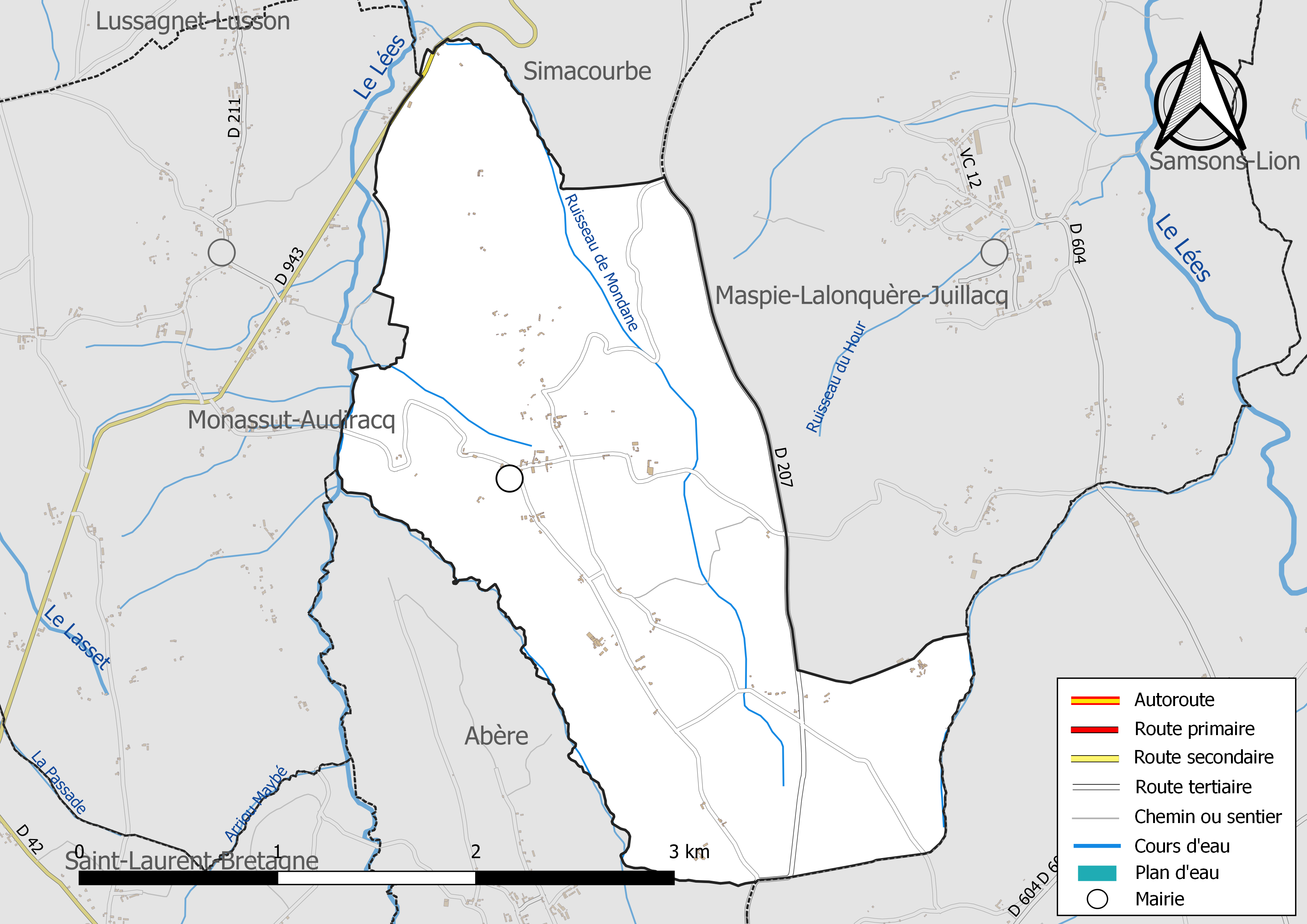
Réseaux hydrographique et routier de Gerderest.

La commune est drainée par le Léès, le ruisseau de Mondane et par divers petits cours d'eau, constituant un réseau hydrographique de 6 km de longueur totale,.
Le Léès, d'une longueur totale de 39 km, prend sa source dans la commune de Sedzère et s'écoule du sud vers le nord. Il longe le territoire communal sur son côté ouest et en constitue, sur une petite section, la limite séparative avec Monassut-Audiracq, puis se jette dans le Léez à Lannux, après avoir traversé 21 communes.

### Climat
Pour des articles plus généraux, voir Climat de la Nouvelle-Aquitaine et Climat des Pyrénées-Atlantiques.
Historiquement, la commune est exposée à un climat de montagne.
En 2020, Météo-France publie une typologie des climats de la France métropolitaine dans laquelle la commune est toujours exposée à un climat de montagne et est dans la région climatique Pyrénées atlantiques, caractérisée par une pluviométrie élevée (>1 200 mm/an) en toutes saisons, des hivers très doux (7,5 °C en plaine) et des vents faibles.
Pour la période 1971-2000, la température annuelle moyenne est de 12,4 °C, avec une amplitude thermique annuelle de 14,4 °C. Le cumul annuel moyen de précipitations est de 1 185 mm, avec 11,3 jours de précipitations en janvier et 8,4 jours en juillet. Pour la période 1991-2020, la température moyenne annuelle observée sur la station météorologique la plus proche, située sur la commune de Mont-Disse à 16 km à vol d'oiseau, est de 13,9 °C et le cumul annuel moyen de précipitations est de 1 010,8 mm,. Pour l'avenir, les paramètres climatiques de la commune estimés pour 2050 selon différents scénarios d'émission de gaz à effet de serre sont consultables sur un site dédié publié par Météo-France en novembre 2022.

### Milieux naturels et biodiversité
Aucun espace naturel présentant un intérêt patrimonial n'est recensé sur la commune dans l'inventaire national du patrimoine naturel,,.

## Urbanisme

### Typologie
Au 1er janvier 2024, Gerderest est catégorisée commune rurale à habitat très dispersé, selon la nouvelle grille communale de densité à sept niveaux définie par l'Insee en 2022.
Elle est située hors unité urbaine. Par ailleurs la commune fait partie de l'aire d'attraction de Pau, dont elle est une commune de la couronne,. Cette aire, qui regroupe 227 communes, est catégorisée dans les aires de 200 000 à moins de 700 000 habitants,.

### Occupation des sols

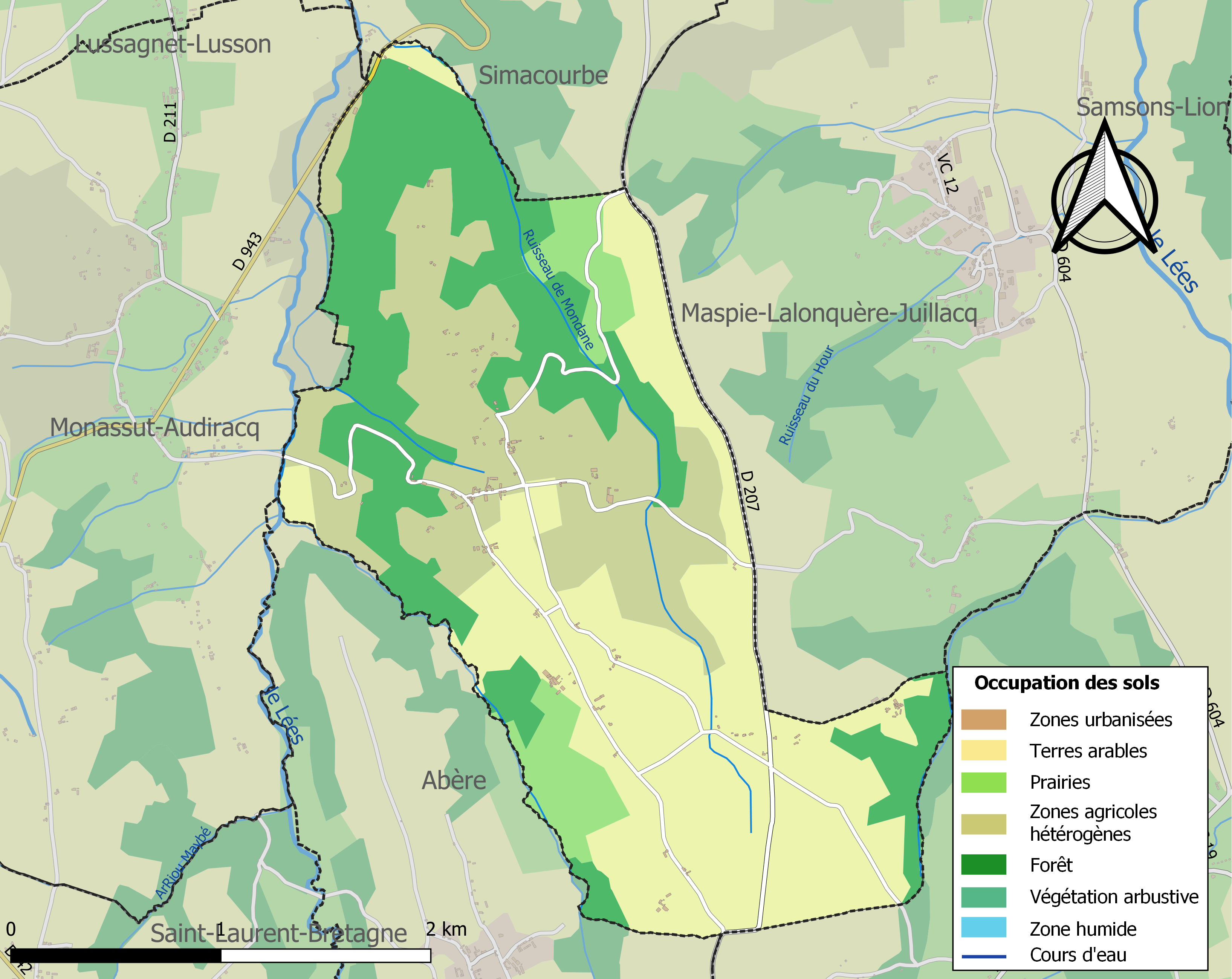
Carte des infrastructures et de l'occupation des sols de la commune en 2018 (CLC).

L'occupation des sols de la commune, telle qu'elle ressort de la base de données européenne d’occupation biophysique des sols Corine Land Cover (CLC), est marquée par l'importance des territoires agricoles (72,1 % en 2018), une proportion sensiblement équivalente à celle de 1990 (71,7 %). La répartition détaillée en 2018 est la suivante : 
terres arables (39,8 %), forêts (27,9 %), zones agricoles hétérogènes (25,6 %), prairies (6,6 %). L'évolution de l’occupation des sols de la commune et de ses infrastructures peut être observée sur les différentes représentations cartographiques du territoire : la carte de Cassini (XVIIIe siècle), la carte d'état-major (1820-1866) et les cartes ou photos aériennes de l'IGN pour la période actuelle (1950 à aujourd'hui).

### Lieux-dits et hameaux
- Bazelet ;
- Haginat ;
- Molou ;
- Vigneau.

### Voies de communication et transports
Elle est desservie par les routes départementales 207 et 943.

### Risques majeurs
Le territoire de la commune de Gerderest est vulnérable à différents aléas naturels : météorologiques (tempête, orage, neige, grand froid, canicule ou sécheresse), inondations et séisme (sismicité modérée). Un site publié par le BRGM permet d'évaluer simplement et rapidement les risques d'un bien localisé soit par son adresse soit par le numéro de sa parcelle.
Certaines parties du territoire communal sont susceptibles d’être affectées par le risque d’inondation par une crue à  débordement lent de cours d'eau, notamment le Léès. La commune a été reconnue en état de catastrophe naturelle au titre des dommages causés par les inondations et coulées de boue survenues en 1982, 1990, 2007, 2009 et 2018,.

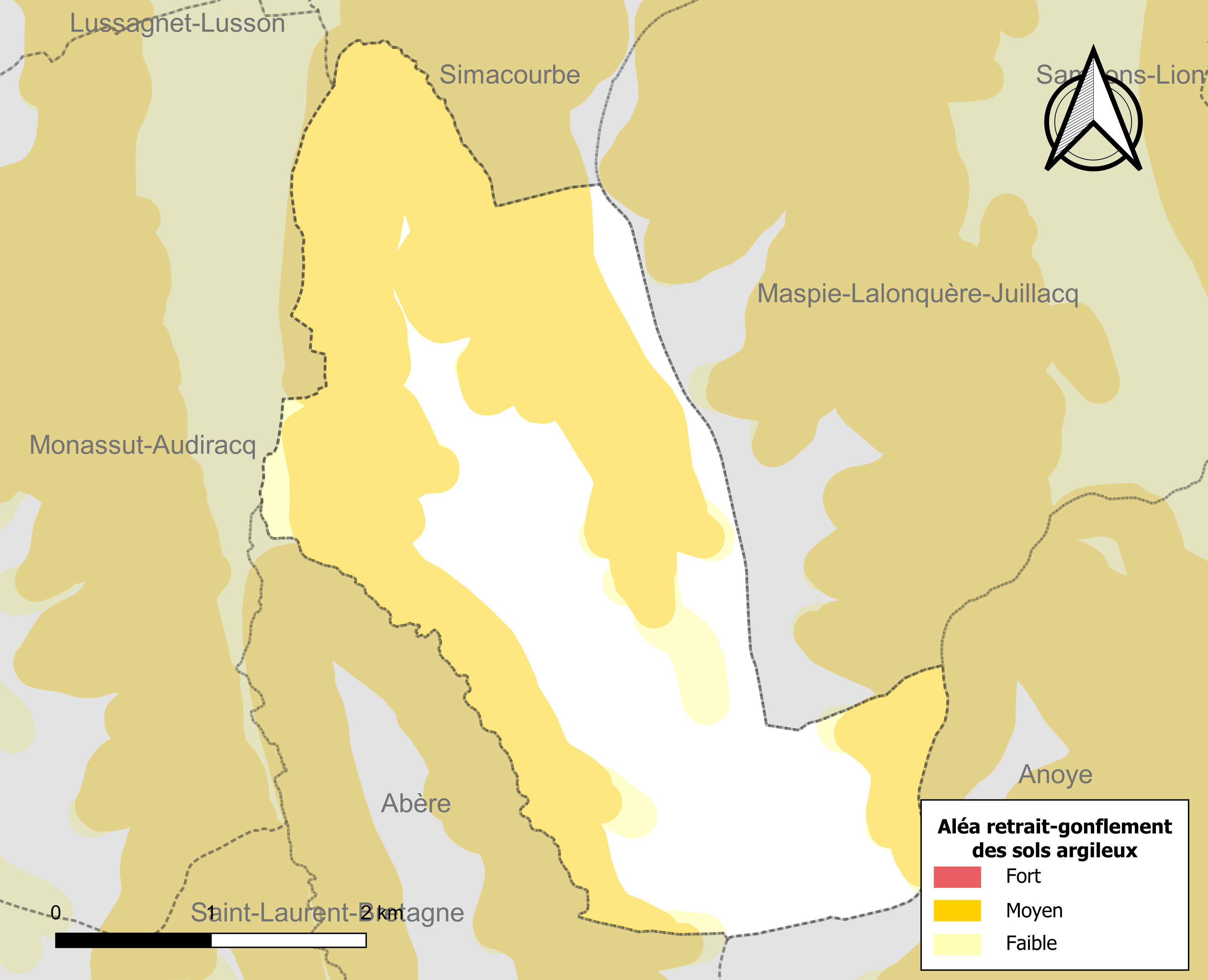
Carte des zones d'aléa retrait-gonflement des sols argileux de Gerderest.

Le retrait-gonflement des sols argileux est susceptible d'engendrer des dommages importants aux bâtiments en cas d’alternance de périodes de sécheresse et de pluie. 57,4 % de la superficie communale est en aléa moyen ou fort (59 % au niveau départemental et 48,5 % au niveau national). Depuis le 1er octobre 2020, en application de la loi ELAN, différentes contraintes s'imposent aux vendeurs, maîtres d'ouvrages ou constructeurs de biens situés dans une zone classée en aléa moyen ou fort,.

## Toponymie
Le toponyme Gerderest apparaît sous les formes 
Gerderes (1154, titres de Barcelone), 
Gerzerest (XIIe siècle, titres de Gabas), 
Gergerest (XIIIe siècle, fors de Béarn), 
Gerzeresium (1343, titres de Béarn) et 
Jarzerest (1353, cartulaire d'Orthez).
Son nom béarnais est Jarderés ou Yarderés.
Jurduŋ / Jordonh / Jourdoung est un mot gascon pré-latin signifiant 'framboisier'. Il est connu sous les formes dialectales jourdoû, jurdoû, ajurdoû, durdoû, jerse. Ce mot du substrat pyrénéen se retrouve dans le catalan gert, jerdó et dans l'aragonais chordón 'framboise'. Ce mot est productif en toponymie. On lui doit : Gerde, commune de la vallée de Campan dans le département des Hautes-Pyrénées et la fontaine de Gerse, en vallée de l'Ouzom. Le toponyme Gerderest pourrait procéder d'une formation apparentée.
Le toponyme Molou est cité par Paul Raymond en 1863 comme faisant partie de la commune voisine de Simacourbe, tirant son nom de celui de son propriétaire en 1385, Molo de Labatut (censier de Béarn).

## Histoire
De ses origines, Gerderest a gardé un habitat diffus et une faible densité de population. La commune ne fait pas partie de ces villages du Vic-Bilh qui se sont structurés au Moyen Âge, regroupant leur population autour d'un château ou d'une fortification. Gerderest ne présente ni rues ni place : ses maisons et ses fermes s'égrènent le long des « chemins » anciens, désormais bitumés, qui sillonnent son territoire.

### Préhistoire et protohistoire
Il n'a pas été retrouvé d'indices à Gerderest d'une occupation par l'homme primitif, même s'il est probable que des chasseurs aient fait des incursions dans le Béarn septentrional lors des périodes interglaciaires. Mais rien ne laisse supposer l'hypothèse d'un véritable habitat dans le Vic-Bilh.

### Antiquité
Il semblerait en revanche qu'un établissement gallo-romain ait précédé le château féodal de Gerderest, ainsi qu'en témoignerait la découverte d'une amphore à engobe rouge trouvée sur le site. Ce qui, selon l'historien Jean Loubergé, expliquerait l'importance ancienne de cette seigneurie, « hors de proportion avec l'importance de la localité ». Il est admis que les grands domaines gallo-romains du Vic-Bilh ont continué de « vivre selon la tradition antique jusqu'à l'aube du Moyen Âge », les grands propriétaires ruraux préfigurant les « seigneurs » de la période médiévale.

### Moyen Âge
Il semble que les Germains, qui ont dominé la région pendant les premiers siècles du Moyen Âge, n'aient pas modifié le peuplement du Vic-Bilh. L'établissement gallo-romain de Gerderest devient vraisemblablement dès le haut Moyen Âge une paroisse, ainsi qu'en témoigne la dédicace de l'église à saint Martin, grand évêque et confesseur du IVe siècle. Avec l'apparition des maisons vicomtales de Béarn et de Bigorre au IXe siècle, le pays se couvre de fortifications de terre comprenant motte, basse-cour et parfois enceinte : des habitats villageois se regroupent autour de ces mottes, ce qui est le cas de Gerderest. Ces villages, qui n'ont presque pas eu à souffrir de la peste et des guerres de la seconde moitié du XIVe siècle, se développent lentement dans le cadre des bailliages qui structurent la vicomté. Gerderest le fait au sein du vaste bailliage de Lembeye qui regroupe 62 communautés et 28 maisons nobles. Au sommet de cette noblesse béarnaise se dégagent dix baronnies dont celle de Gerderest. Gerderest est en effet le siège de la 5e baronnie du Béarn après Navailles, Andoins, Lescun et Coarraze. Ces nobles remplissent leur fonction militaire auprès du vicomte en défendant le nord-est du Béarn des offensives des Armagnac : en 1382, Gerderest est attaqué par les troupes de Jean II d'Armagnac. En 1385, Gerderest, Morassut et Audiracq formaient une seule paroisse comptant vingt-cinq feux et dépendant du bailliage de Lembeye.
Les seigneurs de Gerderest sont attestés depuis le XIe siècle et l'un d'eux, Sanche Aner de Gerderest, a été évêque de Lescar de 1170 à 1201. De par cette haute fonction, il a été président des États de Béarn durant trois décennies.
Au XIIIe siècle, les barons de Gerderest font partie des premiers vassaux de la couronne vicomtale de Béarn et lors de l'institution en 1220 de la Cour Majour par Guillaume-Raymond de Moncade, ils deviennent jurats héréditaires de cette assemblée. La grande baronnie de Gerderest comprend les terres de Gerderest, de Monassut, de Saint-Laurent et d'Audiracq. Les Gerderest ont leurs armes : « un document de 1281 nous donne leurs armoiries surchargées de deux chiens courants l'un sur l'autre ». Au XIVe siècle, les barons de Gerderest sont des familiers de Gaston III de Foix-Béarn qu'ils accompagnent à la guerre ou à la chasse. Il semble qu'il n'existe pas de préséance entre les grands barons de Béarn mais en 1443, lors d'une séance de la Cour Majour, Gaston VII de Béarn rend une ordonnance fixant l'ordre des sièges : à sa droite, l'évêque de Lescar, puis le baron de Navailles, le baron de Lescun, le baron de Gerderest, le baron de Doumy et le baron d'Arros ; à sa gauche, l'évêque d'Oloron, le baron d'Andouins, le baron de Coarraze, le baron de Myossens, le baron de Gabaston et le baron de Gayrosse
La baronnie de Gerderest passe au XVe siècle dans les mains de la vicomté de Béarn par des alliances matrimoniales. C'est à cette époque qu'est fondée la famille des Béarn-Gerderest. Bernard de Béarn, fils naturel de Jean Ier, comte de Foix, reçoit les terres de Gerderest lors de son mariage avec Catherine de Viella, dame de Gerderest. Il se signale dans les campagnes de Guyenne en 1449 et 1451 (fin de la Guerre de Cent Ans). En 1466, il fait partie de la suite qui accompagne en Italie Marie de Foix, marquise de Montferrat. En 1480, son fils, Jean de Béarn, baron de Gerderest, qui avait des ambitions personnelles, complote contre la vicomtesse Catherine, reine de Navarre qu'il tente d'empoisonner : il est décapité à Montaner mais son fils, Bertrand, hérite cependant de ses biens.

### Renaissance et époque moderne
Au siècle suivant, Gabriel de Béarn, baron de Gerderest, s'oppose à la Réforme et à Jeanne d'Albret. Il prend la tête d'une conspiration qui avait pour but de s'emparer de la reine et de ses enfants qui prenaient les eaux à Eaux-Chaudes. Lors de la bataille d'Orthez, il est fait prisonnier et enfermé à Navarrenx. Le 24 août 1569, sur ordre de la souveraine, il est assassiné dans sa cellule avec ses compagnons restés fidèles au catholicisme et ses biens sont confisqués au profit de Gabriel Ier de Montgommery,. Mais Henri IV rend la baronnie de Gerderest à Henri d'Albret, son ami d'enfance qui était apparenté à la famille des Gerderest. Peu concernée par les troubles civils et religieux qui dévastent Lembeye en 1569, la paysannerie de Gerderest poursuit apparemment sans heurts sa tradition agro-pastorale. Depuis le XVIe siècle au moins, où il est attesté par un dénombrement de 1538, Gerderest a son moulin, semble-t-il affermé à un meunier par le baron qui en est propriétaire. Ce moulin à eau servait à  moudre la farine. Lors de la disparition des bailliages au début du siècle et du redécoupage du Béarn en parsans, Gerderest relève du parsan de Vic-Bilh.
Les Albret Gerderest deviennent de puissants seigneurs et l'un d'eux, César Fébus, devient même maréchal de France en 1653. Par la suite, ces seigneurs vendent peu à peu leurs terres de Gerderest à des bourgeois ou à des parlementaires. Au XVIIe siècle, elles passent ainsi dans les mains des Noguès. Marie d'Albret Gerderest, la dernière héritière du nom, fille unique de César Fébus, meurt sans enfant le 3 juin 1692 et institue pour héritier son second époux, Charles de Lorraine, comte de Marsan. C'est son fils, né d'un second mariage, Louis, prince de Pons, qui vend les terres de Gerderest à Jean de Noguès, seigneur de Gabas et Blazé, conseiller au Parlement de Navarre. Les Noguès résident cependant à Pau, siège du Parlement. Jean de Noguès, en tant que baron de Gerderest, est admis aux  États de Béarn en 1711. Comme l'ensemble du Vic-Bilh, Gerderest souffre au XVIIIe siècle des aléas météorologiques qui dévastent les campagnes. Lors du Grand hiver de 1709, « des grains » sont achetés et répartis par la province entre les familles nécessiteuses : 15 familles sont concernées à Gerderest. Suivent les grêles et brouillards de 1717 à 1720, les gelées et pluies de 1747 à 1752, les grêles et surtout l'épizootie en 1774, qui cause une véritable famine. La sénéchaussée de Morlaàs dont relève Gerderest réclame l'aide alimentaire aux Etats de Béarn qui établit des « magasins » où se pourvoir en vivres. Tout aussi menacés que les paysans dans leur survie, les seigneurs exigent leurs droits avec âpreté, provoquant un « climat de tensions et de peurs sociales ». En 1764, trente-quatre feux sont dénombrés à Gerderest.
Le petit-fils de Jean de Noguès, Antoine-Vincent, assiste en tant que baron de Gerderest, le 17 mars 1789, à l'assemblée de la noblesse de Dax pour l'élection des députés aux États généraux du 5 mai 1789. Les Noguès gardent les terres de Gerderest jusqu'à la Révolution ainsi que l'abbaye laïque qui se trouvait à côté de l'église Saint-Martin jusqu'en 1789. En 1790, le département des Basses-Pyrénées et le canton de Lembeye sont créés dont relève désormais Gerderest.

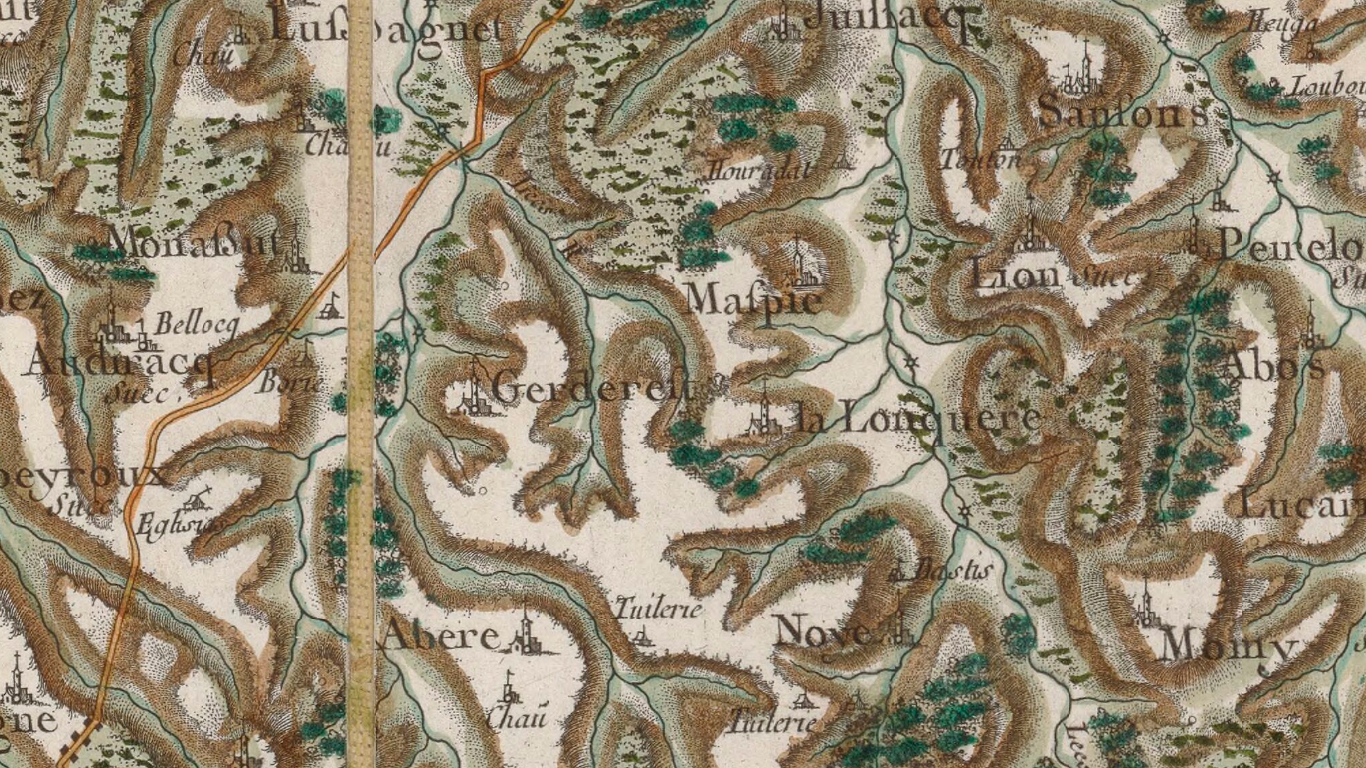
Gerderest sur la carte de Cassini.

Sur la carte de Cassini, seuls apparaissent les pictogrammes de l'église et du moulin.

### Époque contemporaine
Á l'instar des communes du nord-est du Béarn, Gerderest connaît une période de stagnation puis de repli après la Révolution. La jachère continue d'être pratiquée jusqu'à la première moitié du XXe siècle et les rendements sont faibles. Les emblavures diminuent de 43 % dans le canton de Lembeye mais le maïs reste cultivé de façon dense, essentiellement pour l'élevage familial. La région reste isolée et atteint en 1841 le maximum de population enregistré. Á partir de cette date, la démographie commence à diminuer, la perte atteignant 66 % dans le canton de Lembeye en 1975. Les données concernant Gerderest s'inscrivent dans cette tendance générale avec un pic de population de 347 habitants en 1841 et un déclin jusqu'à 103 habitants en 1975.

### Un descendant des Béarn-Gerderest, figure légendaire de l'Acadie
Dans la seconde moitié du XVIe siècle, François de Béarn, baron de Gerderest, porte le nom de Bonasse lorsqu'il hérite de son oncle, Jean, qui avait pris ce patronyme qu'il n'avait pu transmettre directement, faute de postérité. Surnommé « le capitaine Bonasse », François, fidèle au roi Charles IX, est massacré en avril 1570 par les Huguenots à Tarbes où il avait installé ses quartiers. Ses biens sont confisqués mais sa veuve, Marie de Sacaze, reprend possession de son domaine d'Arette tout à la fin du XVIe siècle. Elle transmet ce bien à leur fils, Henri, puis à la mort de celui-ci, à son petit-fils, Jacques de Béarn-Bonasse. Jacques a une fille, Isabeau de Béarn-Bonasse, qui épouse en 1649 Jean-Jacques d'Abbadie, seigneur de Saint-Castin. Elle lui donne trois enfants mais meurt de la peste peu après la naissance de son benjamin, Jean-Vincent. Né au printemps 1652, cet enfant ne peut hériter en vertu du droit d'aînesse. Très tôt, il se destine à la carrière militaire et rêve d'aventure. Son père lui obtient le grade d'officier porte-drapeaux en 1664, alors qu'il n'a que douze ans. Il rejoint alors le régiment de Carignan-Salières dont mille deux cents hommes s'embarquent pour la Nouvelle-France en 1665. Jean-Vincent est du nombre, accompagné de son homme de service, Renaud de Bordenave, Il participe à la guerre des Iroquois et est promu capitaine. Rentré en France en 1667, il repart s'installer en Acadie en 1670. Il y reste dans la région de Pentagouët jusqu'à la fin de l'année 1701 où il est contraint de rentrer en France pour répondre aux accusations portées sur sa conduite « avec les sauvages » et régler sa succession familiale. Avant de partir, il reconnaît à Québec dix enfants légitimes. Depuis la mort du grand chef de la communauté abénakise, Madockawando, dont il avait épousé la fille selon le rite catholique en 1684, il était devenu le sachem blanc des Pentagoüets. Il meurt à Pau en 1707, dans des circonstances mystérieuses, sans avoir pu retourner parmi les siens en Acadie.
L' auteur américain du Maine Henry Wadsworth Longfellow l'a fait entrer dans la légende en 1863 en lui consacrant un poème : le baron de Saint-Castine. Après quatre années de recherche, la Québécoise Marjolaine Saint-Pierre lui a consacré une biographie détaillée en 1999.

## Politique et administration
La commune se situe dans l'arrondissement de Pau et dans le canton des Terres des Luys et Coteaux du Vic-Bilh.
| Période                                  | Période | Identité                | Étiquette | Qualité |
| ---------------------------------------- | ------- | ----------------------- | --------- | ------- |
| 1995                                     | 2001    | Marie-Christine Monsegu |           |         |
| 2001                                     | 2008    | Lucien Mondat           |           |         |
| 2008                                     | 2014    | Daniel Tailleur         |           |         |
| Les données manquantes sont à compléter. |         |                         |           |         |

### Intercommunalité
Gerderest fait partie de cinq structures intercommunales :
- la communauté de communes du Nord-Est Béarn ;
- le syndicat à vocation scolaire récré A5 ;
- le syndicat d’énergie des Pyrénées-Atlantiques ;
- le syndicat de l'entre-deux-Lées ;
- le syndicat intercommunal d’alimentation en eau potable (SIAEP) du Vic-Bilh Montanérès.

## Population et société

### Démographie
L'évolution du nombre d'habitants est connue à travers les recensements de la population effectués dans la commune depuis 1793. Pour les communes de moins de 10 000 habitants, une enquête de recensement portant sur toute la population est réalisée tous les cinq ans, les populations de référence des années intermédiaires étant quant à elles estimées par interpolation ou extrapolation. Pour la commune, le premier recensement exhaustif entrant dans le cadre du nouveau dispositif a été réalisé en 2007.

En 2022, la commune comptait 140 habitants, en évolution de +5,26 % par rapport à 2016 (Pyrénées-Atlantiques : +3,78 %, France hors Mayotte : +2,11 %).
| 1793 | 1800 | 1806 | 1821 | 1831 | 1836 | 1841 | 1846 | 1851 |
| ---- | ---- | ---- | ---- | ---- | ---- | ---- | ---- | ---- |
| 273  | 249  | 257  | 256  | 305  | 296  | 347  | 329  | 340  |

| 1856 | 1861 | 1866 | 1872 | 1876 | 1881 | 1886 | 1891 | 1896 |
| ---- | ---- | ---- | ---- | ---- | ---- | ---- | ---- | ---- |
| 338  | 311  | 307  | 273  | 264  | 244  | 259  | 275  | 257  |

| 1901 | 1906 | 1911 | 1921 | 1926 | 1931 | 1936 | 1946 | 1954 |
| ---- | ---- | ---- | ---- | ---- | ---- | ---- | ---- | ---- |
| 258  | 250  | 230  | 204  | 191  | 200  | 186  | 148  | 131  |

| 1962 | 1968 | 1975 | 1982 | 1990 | 1999 | 2006 | 2007 | 2012 |
| ---- | ---- | ---- | ---- | ---- | ---- | ---- | ---- | ---- |
| 120  | 104  | 103  | 106  | 124  | 108  | 122  | 124  | 124  |

| 2017 | 2022 | - | - | - | - | - | - | - |
| ---- | ---- | - | - | - | - | - | - | - |
| 137  | 140  | - | - | - | - | - | - | - |

Gerderest appartient à l'aire d'attraction de Pau.

### Culte
Le christianisme s'est imposé en Béarn au Ve siècle et VIe siècle avec les trois grands évangélisateurs que sont saint Julien, considéré comme premier évêque de Lescar, saint Galactoire, son successeur et saint Grat, premier évêque d'Oloron. Gerderest, qui a donné un évêque au Béarn à la fin du XIIe siècle, Sance Aner, constituait alors une paroisse unique avec Monassut et Audiracq, attestée en 1385 ainsi que le note Paul Raymond. L'archiviste indique par ailleurs que la baronnie de Gerderest comptait une abbaye laïque (abadie), vassale de la vicomté de Béarn. Cette mainmise laïque sur les droits ecclésiastiques perdure à Gerderest jusqu'à la Révolution. L'abbé laïque perçoit la dîme et en garde globalement la moitié du bénéfice, 28 % revenant au chapitre et à l'évêque, le restant allant au curé et à la fabrique. L'abbé a par ailleurs le droit de nomination à la cure ou patronage. Sa maison (ostau) appartient aux barons de Gerderest jusqu'en 1464 où elle passe entre les mains des Soumoulou. En 1615, elle est achetée par les Labaig, démembrée en 1686 pour divers héritiers de cette famille puis vendue en 1732 au seigneur de l'abbaye (famille des Noguès, barons de Gerderest depuis le début du XVIIIe siècle).
Comme toutes les communautés villageoises du Béarn, Gerderest doit adopter le protestantisme en 1571, religion officielle du Béarn jusqu'à ce qu'Henri de Navarre, devenu roi de France, autorise le catholicisme en Béarn par l'édit de Fontainebleau en 1599.
La paroisse catholique de Gerderest relevait du diocèse de Lescar depuis le Xe siècle (auparavant diocèse de Béarn) et de l'archidiaconé éponyme. Ce diocèse est supprimé par la Constitution civile du clergé en 1790. Par le Concordat de 1801 l'ancien diocèse est rattaché au diocèse de Bayonne qui prend le nom de diocèse de Bayonne-Lescar-Oloron en 1909.
Depuis le début du XXIe siècle, les paroisses du diocèse ont été redéfinies, passant de 523 en 2001 à 89 en 2002. Gerderest relève désormais de la paroisse Notre-Dame du Vic-Bilh au sein du doyenné Nord de Pau-Vic Bilh.

## Économie
La commune compte 26 entreprises, essentiellement des entreprises agricoles à responsabilité limitée (EARL) : vaches laitières, autres bovins et buffles, volailles, porcs élevés en plein air, culture de céréales, de légumineuses et de graines oléagineuses

## Culture locale et patrimoine

### Patrimoine civil

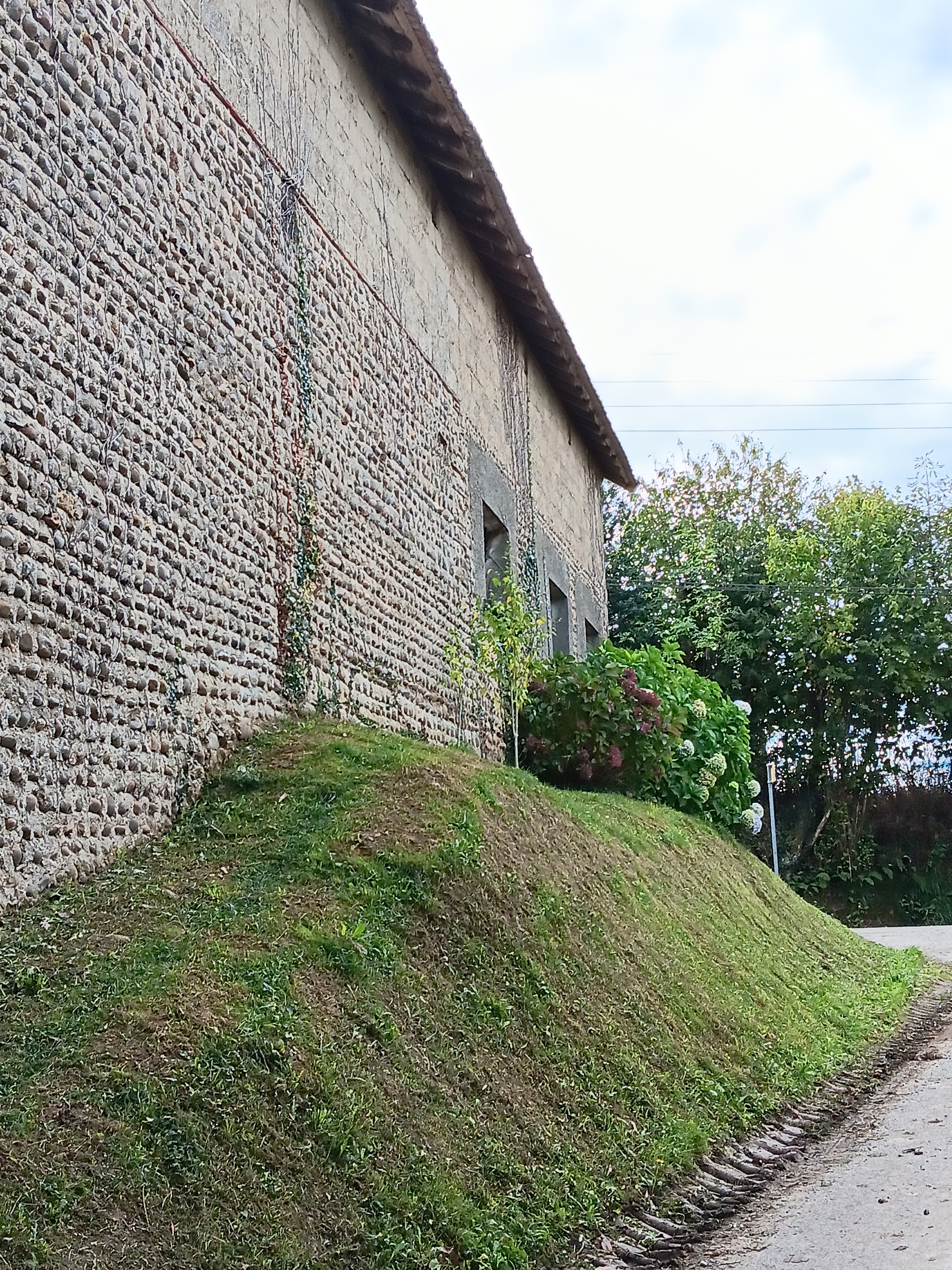
Mur de ferme en galets du gave.

De l'ensemble fortifié du XIe siècle qui témoignait du passé seigneurial du village, il ne reste que peu de traces. Il s'élevait au nord-ouest du bourg, entre le Gros-Lées et un ruisseau affluent : un relevé et des coupes de la motte, du camp, de ses fossés et de ses buttes ont été réalisés en 1977 par Emile Jarias et publiés par Jean Loubergé dans ses Notes sur les barons de Gerderest et leur château.
La motte était d'une quinzaine de mètres de haut et d'une vingtaine de mètres de diamètre à son sommet. Elle barrait un éperon et protégeait la basse-cour dont elle était séparée par un fossé. La basse-cour était défendue côté sud par un talus doublé d'un fossé et côtés nord et ouest par un fossé doublé par un rempart de contrescarpe. Un château modeste abritait les seigneurs du lieu depuis le XVIe siècle. Cette demeure était encore en bon état en 1673 mais en ruines en 1737, peut-être ravagée par un incendie ainsi que le porteraient à croire des traces de pierres calcinées.
Une tête sculptée de chien, trouvée dans les années 1970 par le propriétaire du champ, se trouverait dans une ferme dite maison Bidet. D'après l'inventaire des biens de Gabriel de Béarn, baron de Gerderest, le château comportait en 1570 « trois salles basses, une cuisine, trois salles hautes et trois salles "d'en haut" ». Un dénombrement de 1673 fait aussi état d'un chai, d'une écurie, d'un jardin, d'une motte plantée de chênes, d'une vigne et d'une garène.
Gerderest présente un ensemble de fermes des XVIIe, XVIIIe et XIXe siècles qui ont été fortement remaniées pour certaines. D'autres présentent toujours leur gros-œuvre en galets du gave, typique des maisons béarnaises situées en plaine.

### Patrimoine religieux

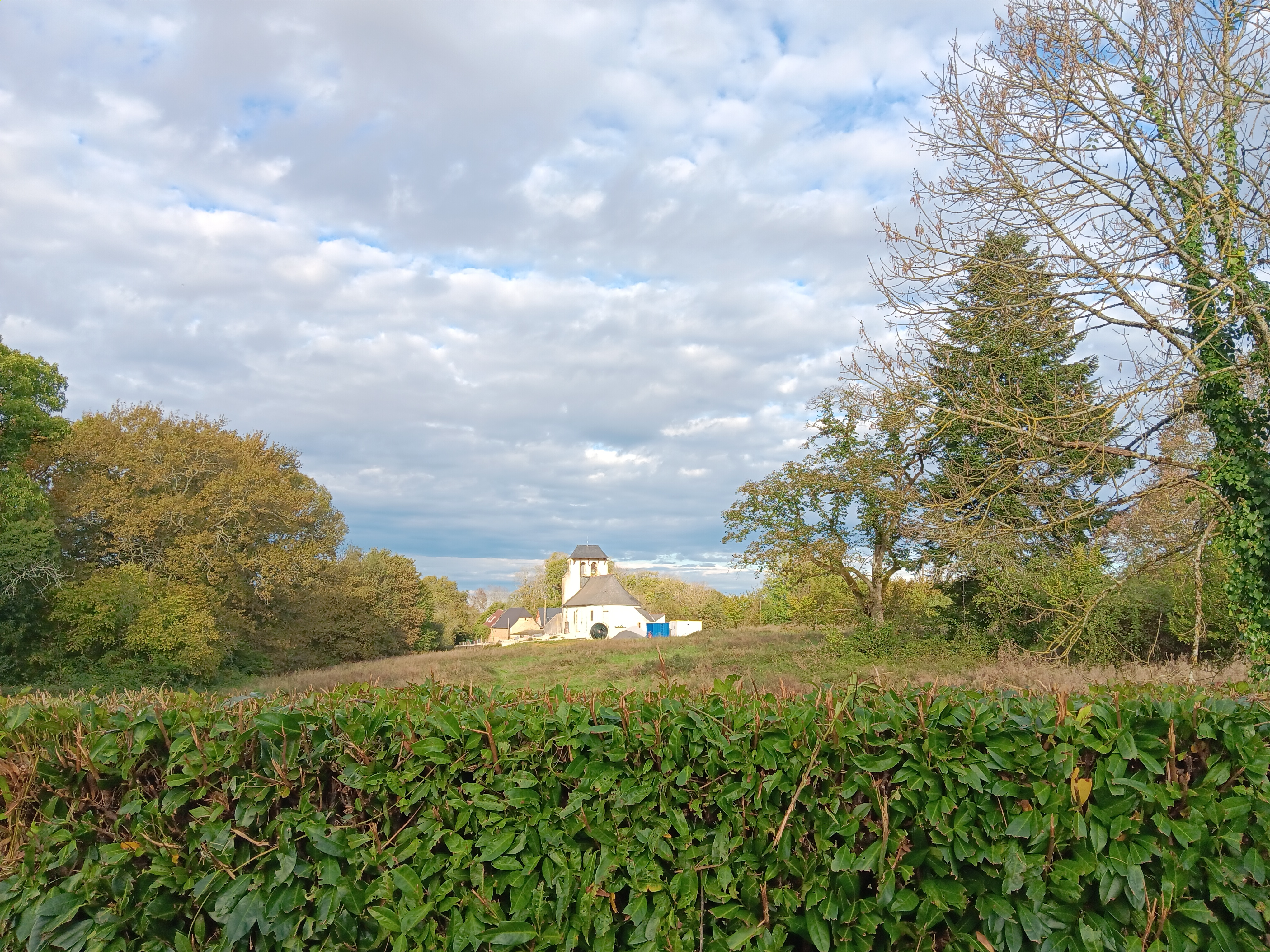
Vue lointaine de l'église Saint-Martin.

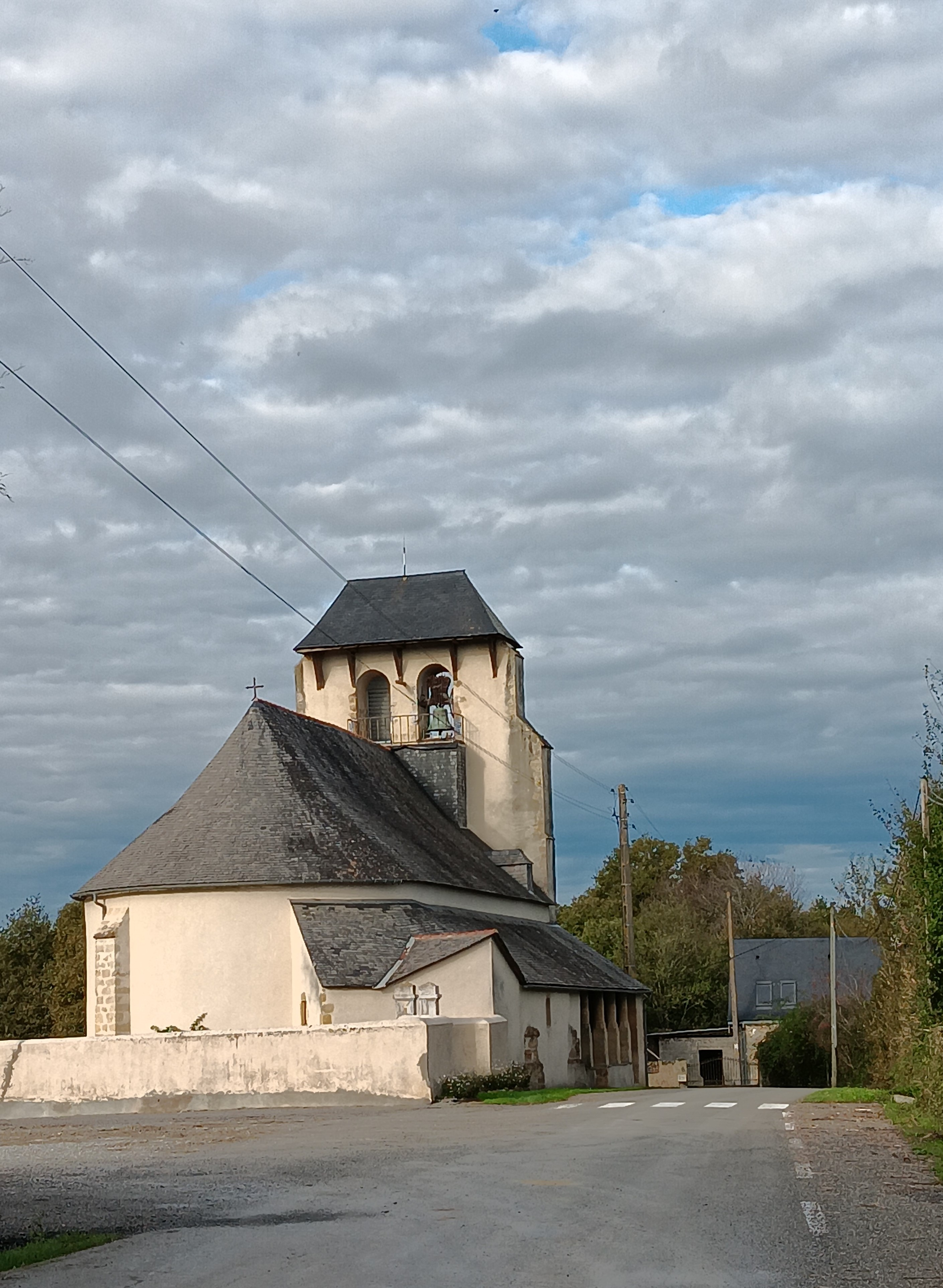
L'église vue du bourg.

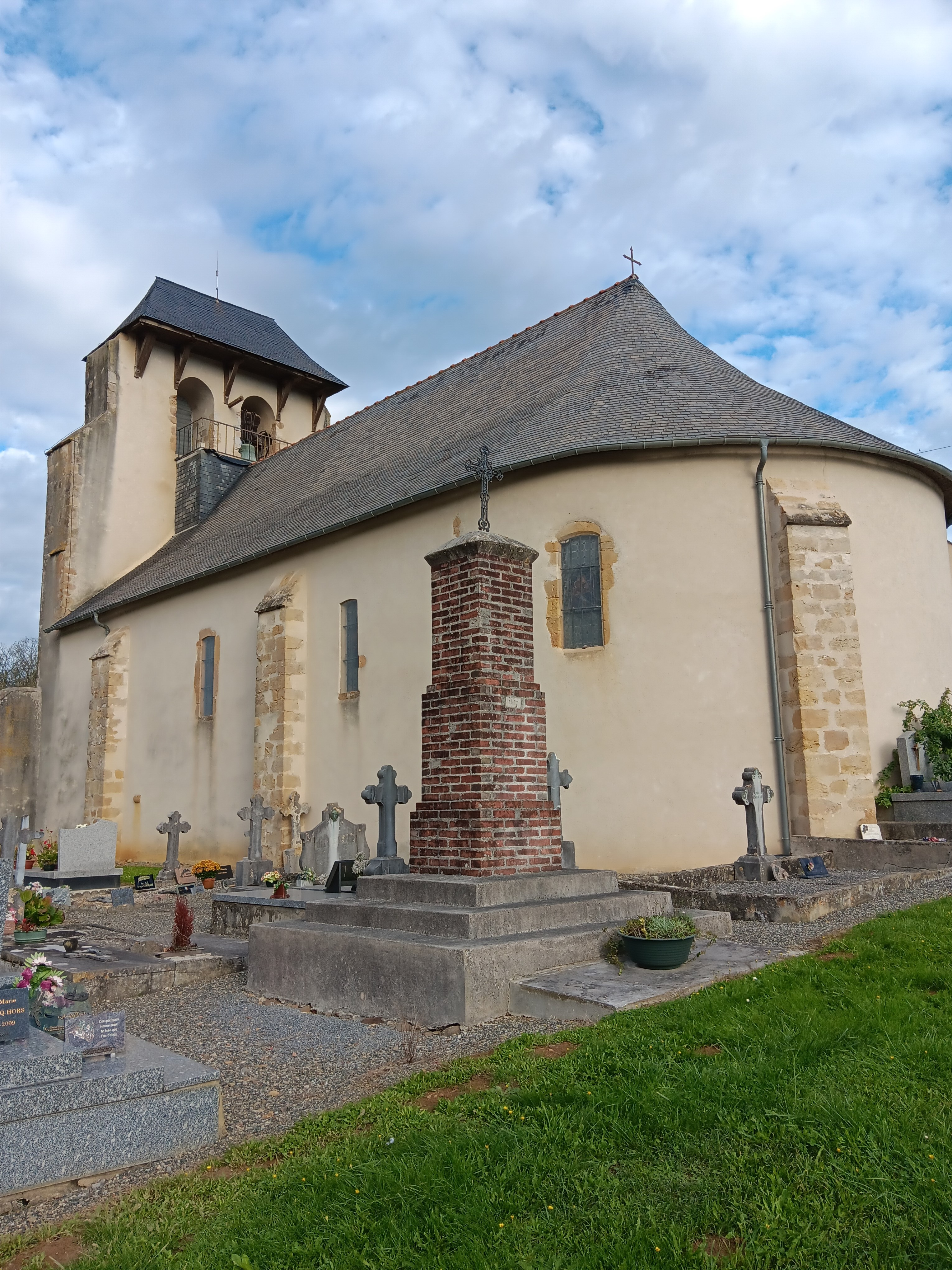
L'église vue depuis l'enclos paroissial.

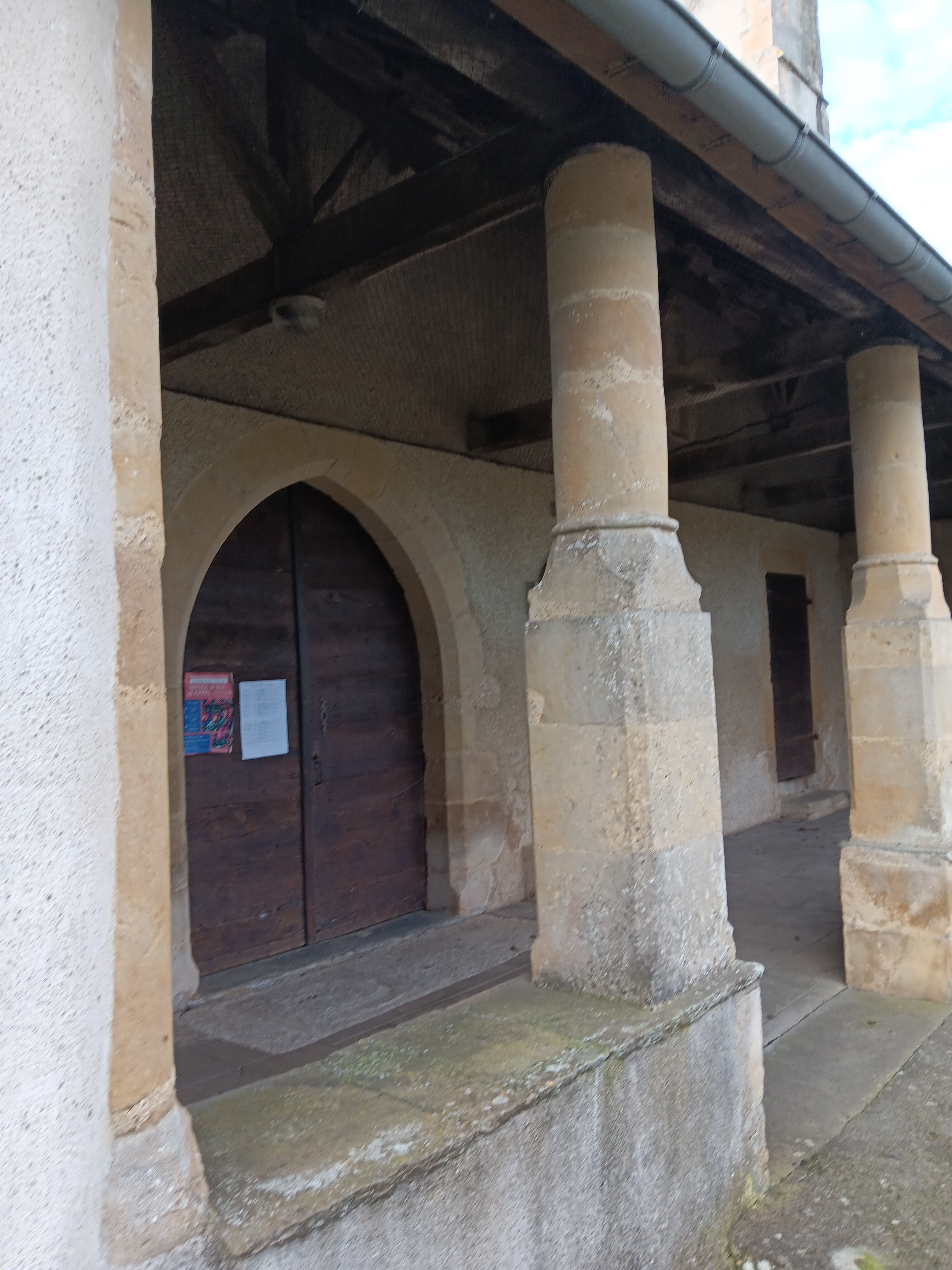
Détail du porche.

De fondation romane, l'église Saint-Martin a été agrandie ou reconstruite au XVIe siècle et transformée au xviiie siècle. Elle recèle du mobilier, des tableaux, des statues et des objets inscrits à l'inventaire général du patrimoine culturel.
Elle se trouve isolée de la motte féodale comme c'est le cas dans le Vic-Bilh jusqu'au XVIIe siècle.
L'église n'est pas orientée : il se trouvait à l'angle sud-ouest un bâtiment, peut-être un vestige de l'abbaye laïque, qui a conduit au percement de la porte d'accès au nord de l'édifice.
De plan allongé, elle se compose d'une nef unique prolongée par un chevet semi-circulaire et présente un clocher-mur au revers duquel se trouve accroché un balcon. Sur la nef, côté nord, se greffe une chapelle seigneuriale construite dans la seconde moitié du XVIe siècle : voûtée d'ogives présentant pour mouluration un double cavet séparé par un listel, cette chapelle ouvre sur la nef par une grande arcade sur griffes. En prolongement, au nord-est, se trouve la sacristie. Au XVIIIe siècle des travaux ont été entrepris pour l'agrandissement et l'embellissement de l'église : charpente du clocher, construction d'une tribune, lambris de couvrement par la suite peints en fausse pierre par Incamps en 1852. Depuis vraisemblablement le XIXe siècle, l'église est pourvue d'un porche latéral soutenu par des colonnes massives, composées de tronçons superposés et reposant par leur base sur le muret de clôture. Certaines, plus courtes, sont rehaussées par un piédestal de section carrée. Le porche-portique comporte une charpente en bois et se trouve soigneusement abrité par un appentis recouvert d'ardoises. Le clocher-mur comporte quant à lui deux baies campanaires et se trouve recouvert d'un toit en pavillon, également en ardoises. Le vaisseau de l'église présente un ample toit en croupe.
L'église est éclairée par des baies étroites, percées haut dans les murs et encadrées de pierre de taille. Elles ont été pourvues de verrières figuratives en 1912. Deux sont signées P. Arcencam, qui représentent Notre-Dame de Lourdes et Michel (archange) et quatre autres sont dues au peintre-verrier Louis Gesta, fils et élève de Louis-Victor Gesta, qui représentent le Christ avec saint Jean l'Evangéliste, la Sainte Famille, Jeanne d'Arc et le Baptême du Christ,.
Comme c'est le cas dans les trois-quarts des églises du Vic-Bilh, les cloches de Saint-Martin de Gerderest datent du XIXe siècle, les cloches antérieures ayant été en principe fondues pendant la période d'interruption du catholicisme en Béarn. L'une, qui porte la date de 1830, a été refondue par Pierre Marquebrosse et Pierre Ebrard, oncle et neveu, fondeurs à Morlaàs. L'autre, qui porte la date de 1850, est due à l'atelier de Jean-Baptiste Dupont, propriétaire d'une fonderie à Tarbes.
Construite parallèlement à la route, l'église est en partie entourée par son enclos paroissial où se dresse une croix de cimetière finement ouvragée, portée par un haut piédestal au parement de briques reposant sur un triple emmarchement.

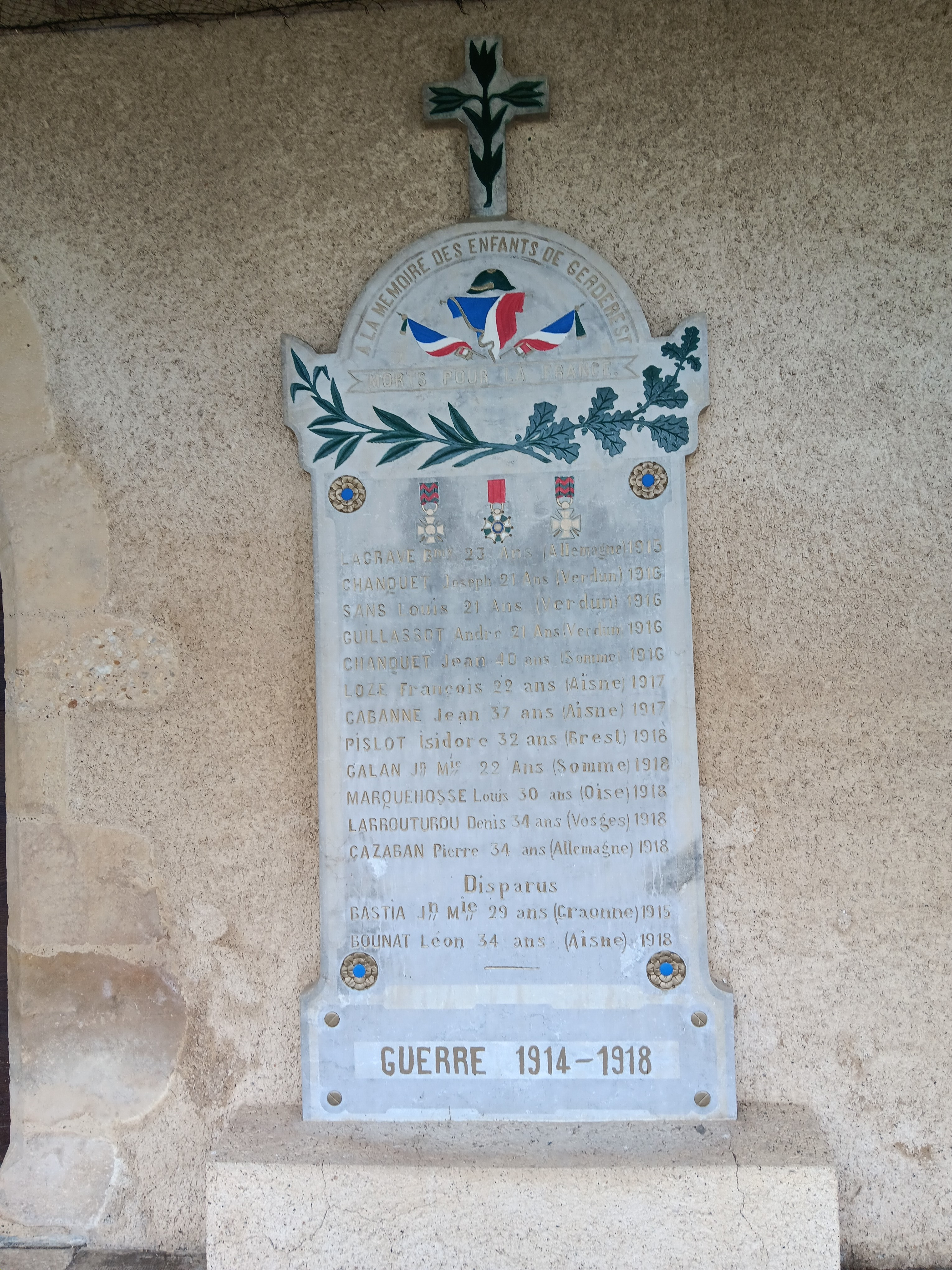
Plaque commémorative sous le porche de l'église.

### Plaque commémorative
La plaque commémorative en hommage aux enfants de Gerderest morts pour la France lors de la guerre de 1914-1918 se trouve apposée sur le mur intérieur du porche de l'église paroissiale. Elle repose cependant sur un socle, ce qui lui donne un aspect monumental.
La plaque, cintrée dans sa partie sommitale, est de forme rectangulaire verticale. Bien qu'en principe elle ne doive pas comporter de signe religieux, elle est surmontée d'une croix latine, symbole habituel des sépultures; qui témoigne soit de la confession des anciens combattants, soit de l'attachement de la commune à la religion, voire des deux. Cette croix est ornée d'un rameau d'olivier, qui pourrait être interprété comme un subtil plaidoyer pour la paix.
Le pourtour supérieur du cintre de la plaque est souligné de la mention gravée en lettres majuscules : « A LA MEMOIRE DES ENFANTS DE GERDEREST », la mention « MORTS POUR LA FRANCE » figurant horizontalement à la base, en lettres elles aussi capitales mais insérées dans un cartouche. Au centre figurent les symboles républicains : au milieu, le drapeau replié sur lui-même qui évoque le deuil  et de part et d'autre, le drapeau en berne, qui symbolise la victoire. Ces symboles sont surmontés du casque du poilu qui évoque l'enrôlement de ces hommes et leur engagement patriotique.
Entre le cintre et le corps de la plaque figurent les branches croisées du chêne et de l'olivier qui font partie des emblèmes de la République française depuis 1912, le premier symbolisant la justice, le second la paix.
Au-dessus de la liste des morts pour la France figurent des décorations leur rendant hommage : au centre la Légion d'honneur et de part et d'autre la Croix de guerre de 1914-1918. Les noms figurent dans une seule colonne, classés chronologiquement et en deux groupes : le premier, le plus nombreux, listant ceux dont le corps a été retrouvé . l'autre, ceux qui ont été déclarés disparus et privés de sépulture. Pour chacun sont précisés, sur une seule ligne, le nom, le prénom, l'âge, le lieu et l'année de disparition.

## Équipements
La commune a doté ses habitants d'une bibliothèque installée dans une maison qu'elle a acquise près de l'ancienne école communale, chemin d'Abère. Cet équipement porte le nom de Jeanne Tour, ancienne secrétaire de mairie inhumée dans l'enclos paroissial.

## Personnalités liées à la commune
- Sance Aner dit aussi Sanzanier de Gerderest, évêque de Lescar (dernier quart du XIIe siècle)[62]